# Raffaele Grani
Raffaele Grani (Roma, 1857 – Milano, 9 marzo 1931) è stato un tenore italiano.

## Biografia
Cantò in tutta Italia, a Lisbona e a L'Avana. Nella stagione 1900-1901 si esibì al Gran Teatre del Liceu di Barcellona. Al suo ritiro, fondò un'accademia di canto a Milano, avendo tra gli altri studenti il basco Cristobal Altube.

## Repertorio parziale
- Daniel Auber
  - Fra Diavolo (Fra Diavolo)
- Vincenzo Bellini
  - Norma (Pollione)
- Georges Bizet
  - Carmen (Don José)
- Alfredo Catalani
  - Edmea (Oberto)
- Gaetano Donizetti
  - Linda di Chamounix (Carlo)
  - La favorita (Fernando)
  - Don Pasquale (Ernesto)
  - Maria di Rohan (Riccardo)
- Charles Gounod
  - Faust (Faust)
- Ruggero Leoncavallo
  - Pagliacci (Canio)
- Giacomo Meyerbeer
  - Roberto il diavolo (Roberto)
  - Gli ugonotti (Raoul de Nagis)
  - Il profeta (Jean)
  - L'africana (Vasco da Gama)
- Amilcare Ponchielli
  - I promessi sposi (Renzo)
  - La Gioconda (Enzo Grimaldo)
- Richard Strauss
  - Salomè (Erode)
- Giuseppe Verdi
  - Ernani (Ernani)
  - Luisa Miller (Rodolfo)
  - Rigoletto (Duca di Mantova)
  - La traviata (Alfredo Germont)
  - La forza del destino (Don Alvaro)
  - Aida (Radamès)
  - Otello (Otello)
- Richard Wagner
  - Lohengrin (Lohengrin)
  - Tannhäuser (Tannhäuser)
  - L'oro del Reno (Loge)
  - La Walkiria (Sigismondo)
  - Tristano e Isotta (Tristano)
  - Sigfrido (Sigfrido)
  - Il crepuscolo degli dei (Sigfrido)